# Shodapur
Shodapur este un sat din districtul Panipat⁠(d) din statul Haryana din India. A doua bătălie de la Panipat⁠(d) a avut loc la 5 noiembrie 1556 între trupele lui Akbar și Hemu, un rege hindus din Delhi. Hemu fiind rănit în luptă, a fost capturat de Shah Quli Khan și dus în tabăra Mughal de la Shodapur pe Jind Road la Panipat, unde a fost decapitat. 
După câțiva ani, susținătorii lui Hemu au construit un Samadhi (altarul hindus) deasupra locului unde a fost decapitat. Locul și împrejurimile sale au fost invadate încet de către musulmanii locali, care l-au transformat într-un durgah musulman. Acesta este singurul memorial al lui Hemu din Panipat, dar este într-o stare proastă.

## Galerie

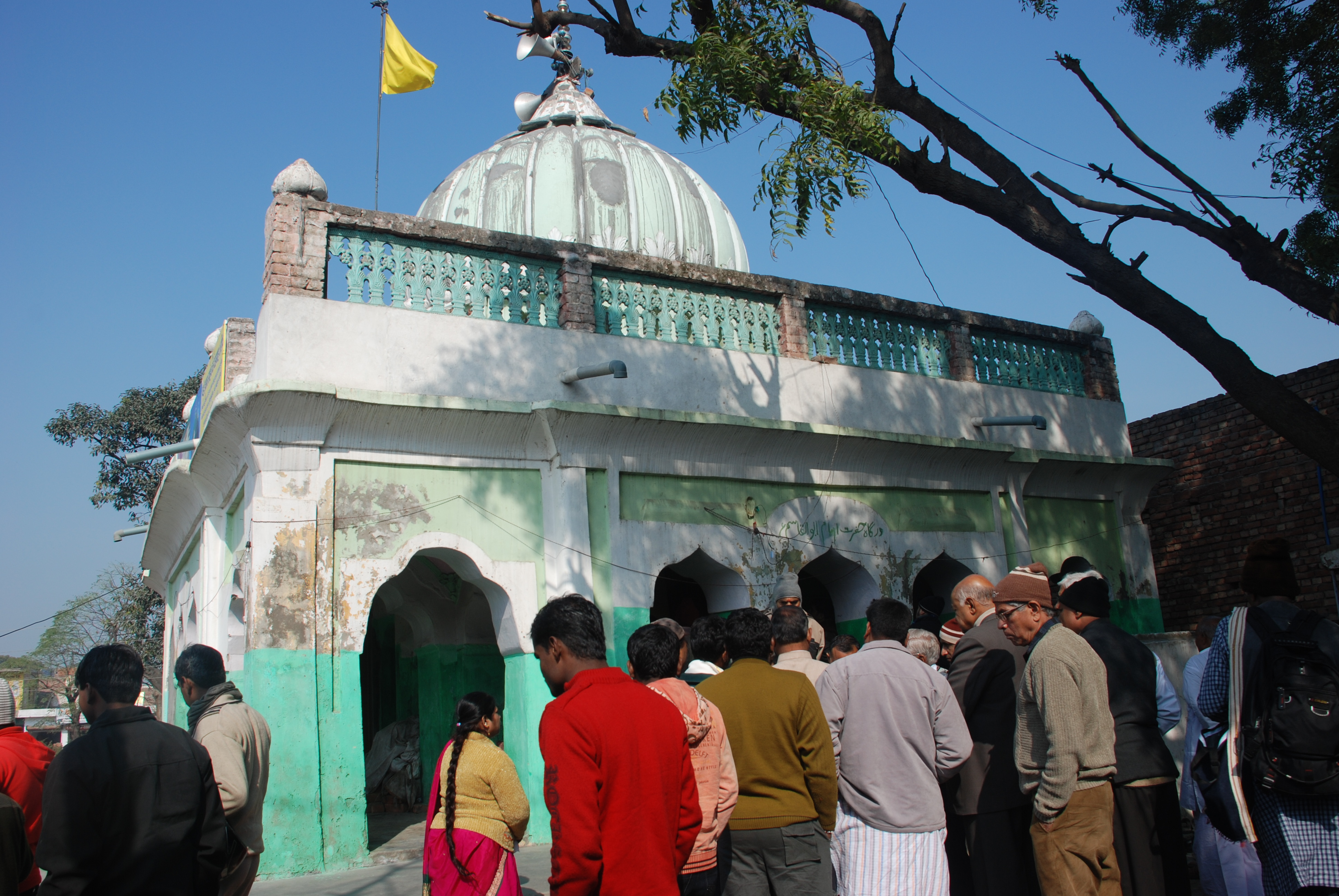
Samadhi Sthal a lui Hemu⁠(d) localizează decapitarea lui Raja Hemu⁠(d) în satul Shodapur
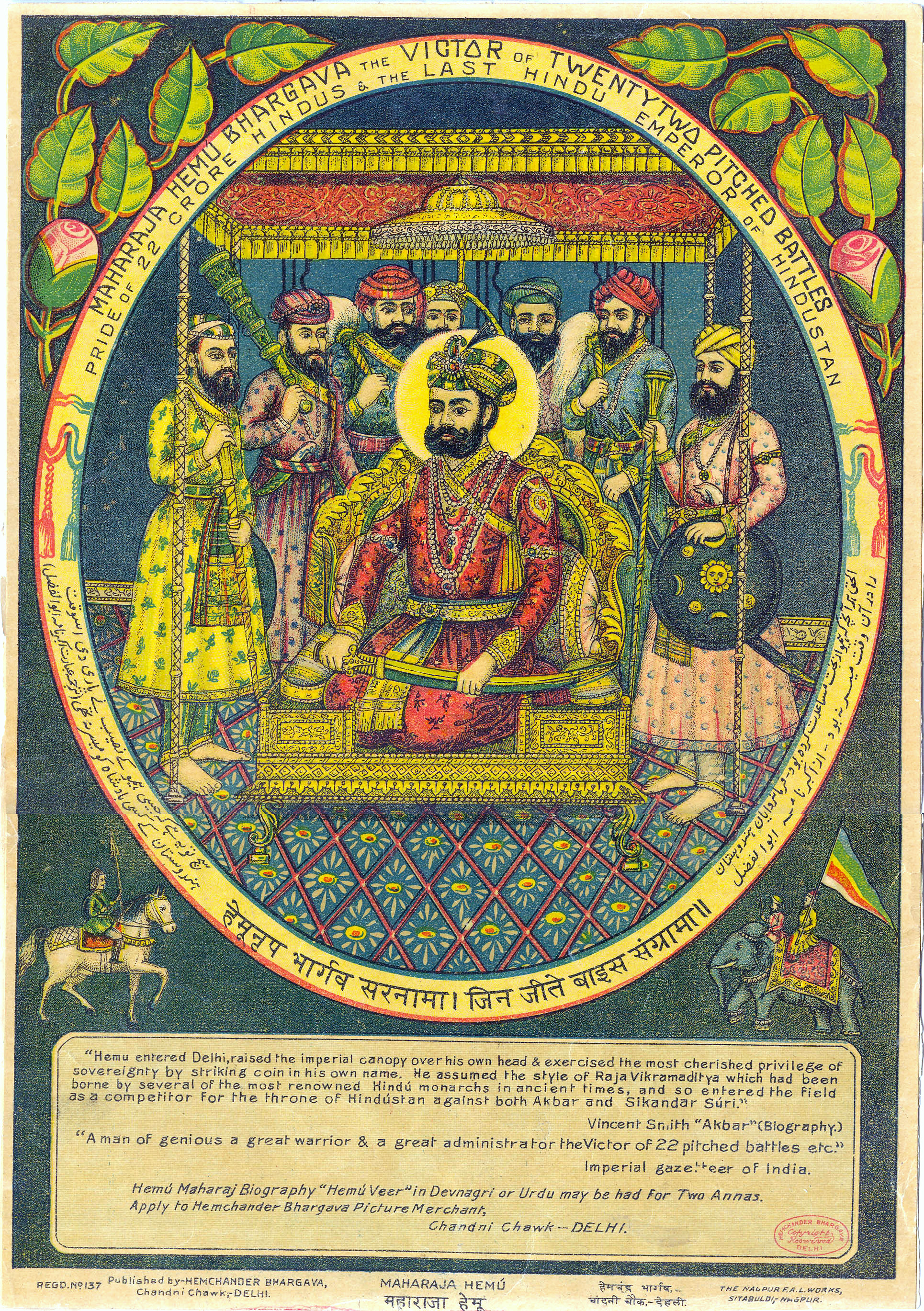
Smarat Hemu⁠(d) Bhargava - învingător în campania celor douăzeci și două de lupte
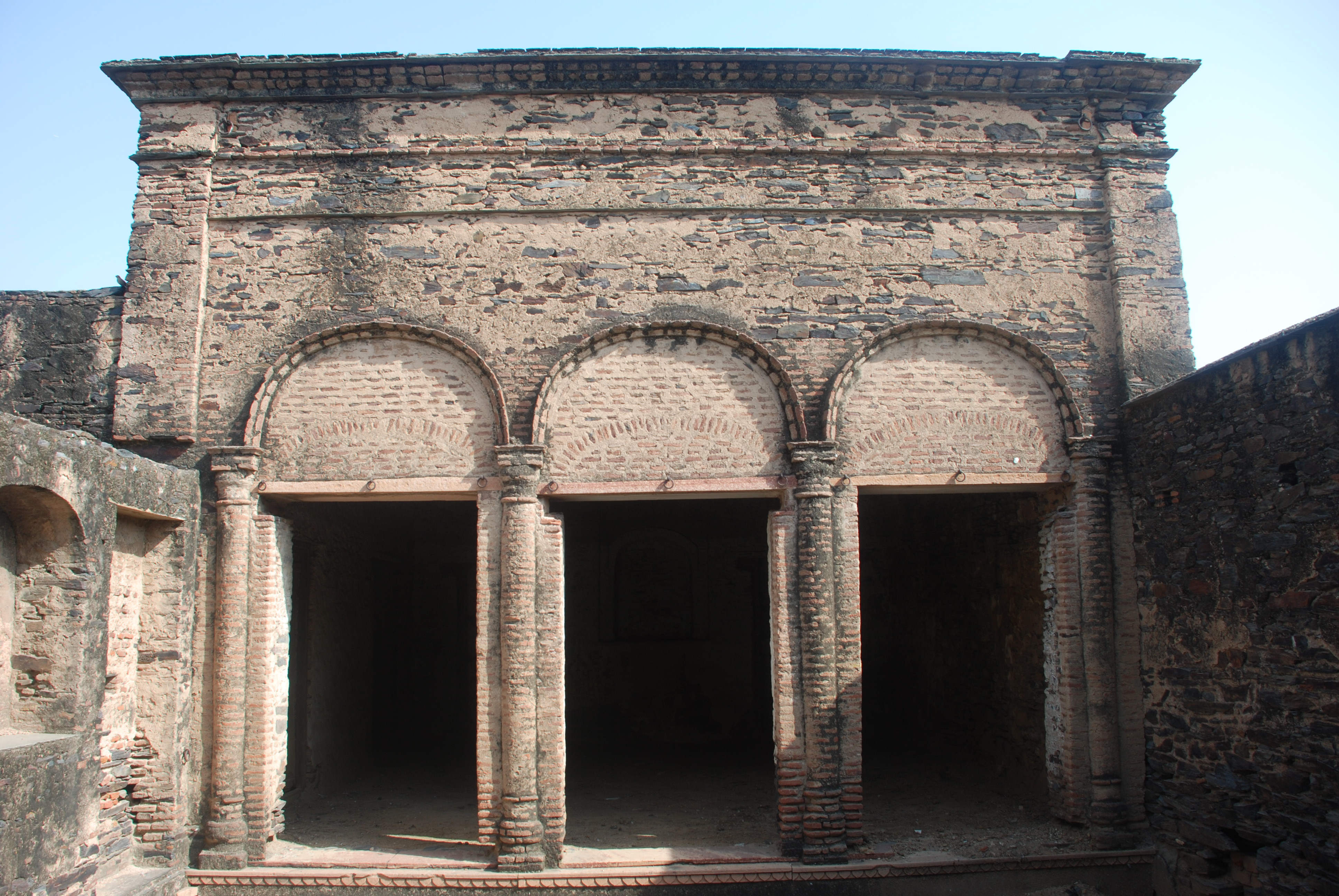
Arhitectura colonială portugheză din Haveli din Hemu din Rewari, renovată în 1540, când Hemu⁠(d) a devenit „suprintendent al pieței” din Delhi.
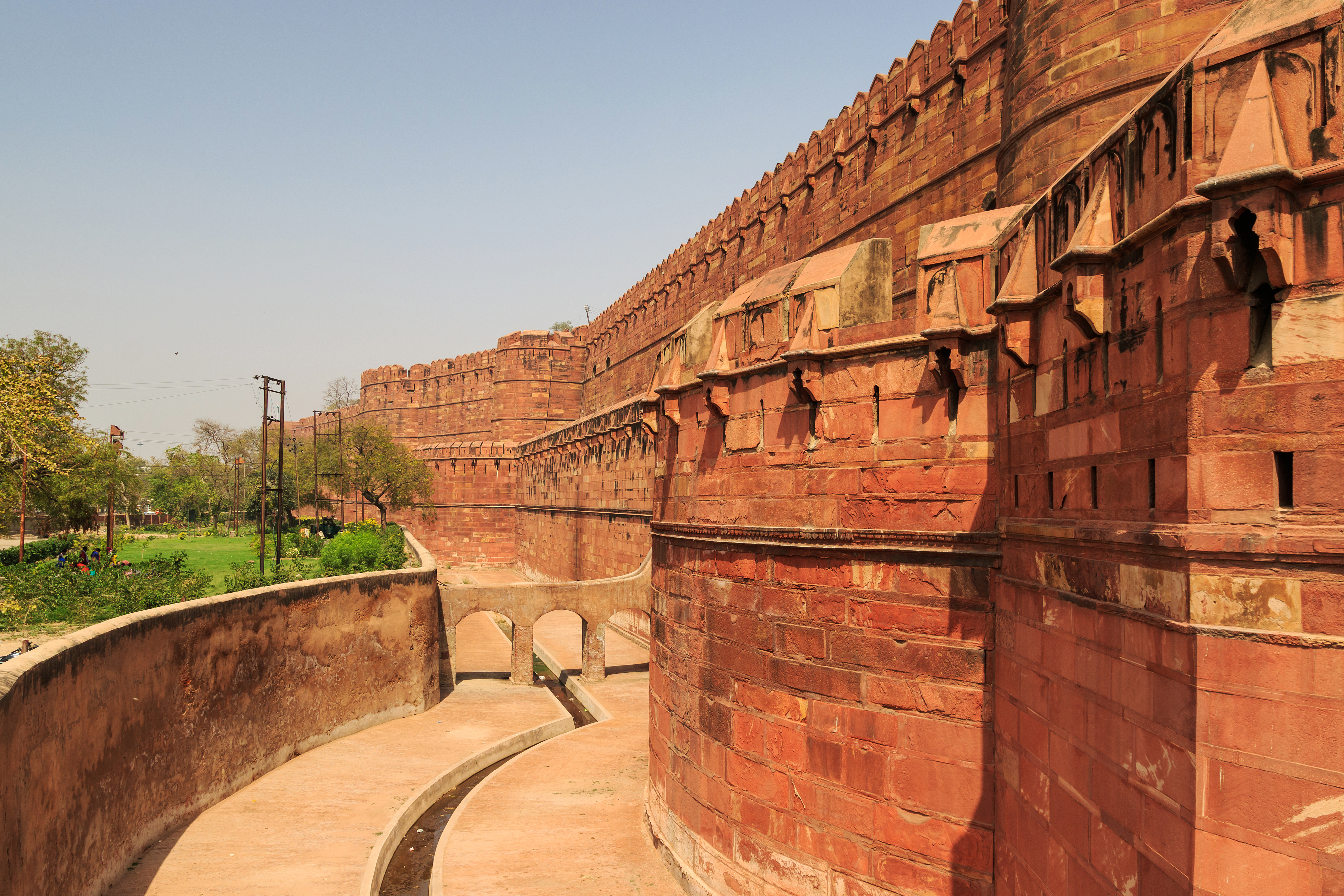
Fortul Agra⁠(d), cucerit de Hemu în 1553, recucerit de la Humayun în 1556, înainte de a captura Delhi.
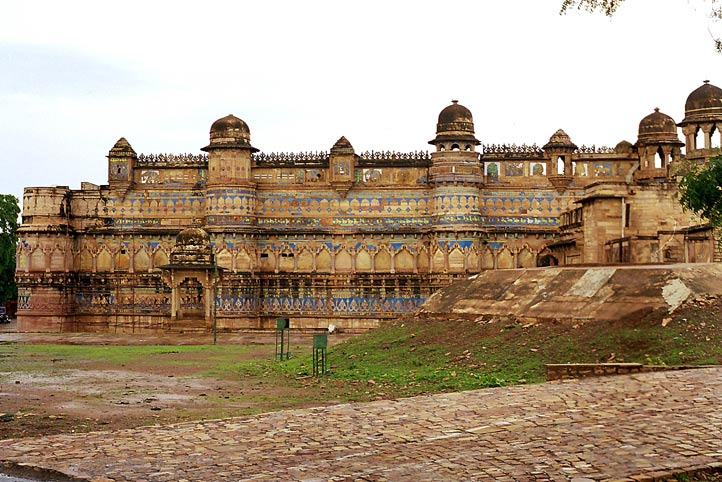
Fortul Gwalior⁠(d), de unde Hemu a lansat cele mai multe atacuri în perioada 1553–56, pentru cele 22 de victorii în luptă.